# Theodor Förster
Theodor Förster (Francoforte sul Meno, 15 maggio 1910 – Stoccarda, 20 maggio 1974) è stato un chimico e fisico tedesco.
Nel 1933 prese un Ph.D. per gli studi sulla polarizzazione degli elettroni riflessi all'Johann Wolfgang Goethe-Universität, in seguito diventò assistente ricercatore a Lipsia (Germania) dove studiò l'assorbimento della luce da parte di composti organici fino al 1942. Dal 1942 al 1945 ottenne una cattedra a Poznań (Polonia) ed in quel periodò si sposò.
Nel 1946 andò all'Istituto di chimica fisica Max Planck a Gottinga. È conosciuto per la teoria di Förster sul trasferimento energetico per risonanza, per aver descritto il trasferimento protonico allo stato eccitato (ciclo di Förster) e per la scoperta della formazione degli eccimeri (1954).